# Protelminius pomahakensis
Protelminius pomahakensis is een zeepokkensoort uit de familie van de Austrobalanidae. De wetenschappelijke naam van de soort is voor het eerst geldig gepubliceerd in 1984 door Buckeridge.